# Thorpeaffären
Thorpeaffären var en brittisk politisk och sexuell skandal som avslutade Jeremy Thorpes karriär som politiker och ledare för det Liberala Partiet. Skandal uppstod från anklagelser från Norman Josiffe (annars känd som Norman Scott) att han och Thorpe hade haft en homosexuell relation i början av 1960-talet, och att Thorpe hade satt ihop en dåligt planerad konspiration till att mörda Josiffe då han hotat att avslöja deras affär. Händelseförloppet har dramatiserats 2018 i miniserien En engelsk skandal.